# Oeder Weg
Der Oeder Weg ist eine zentrale Straße im Frankfurter Stadtteil Nordend. Sie beherbergt unter anderem den Zugang zum Holzhausenpark sowie Geschäfte und Restaurants.

## Lage
Die Straße verläuft vom Anlagenring in Höhe des Eschenheimer Tors in einem leichten Anstieg stadtauswärts nach Norden. Sie mündet südlich der Deutschen Nationalbibliothek kurz vor dem Alleenring in die Eckenheimer Landstraße.

## Namensherkunft
Der Name des Oeder Wegs ist abgeleitet von den vormals an die Straße angrenzenden Ländereien einiger vor den Toren der historischen Frankfurter Stadtbefestigung gelegenen Einödhöfe. Der Oeder Weg führte vom Eschenheimer Tor zu diesen landwirtschaftlichen Besitztümern Frankfurter Patrizier. Dazu gehörten die Holzhausen-Oede (in der im 18. Jahrhundert das Holzhausenschlösschen errichtet wurde), der Glauburger Hof, der Schwarzburger Hof sowie die Stalburger Oede. Die Namen der heute in den Oeder Weg einmündenden Straßen Holzhausenstraße, Schwarzburgstraße, Glauburgstraße und Stalburgstraße sind Hinweise auf diese Geschichte der Straße.

## Verkehr
Der Oeder Weg ist entsprechend seiner Bedeutung als Hauptstraße im Nordend eine stark befahrene Straße. Hauptanteil des Kraftverkehrs bildet der Individualverkehr. Hinzu kommt Lieferverkehr mit kleinen Transportern und Lastkraftwagen. Der Verkehr wird an mehreren Stellen durch Ampeln geregelt, so dass im Verkehrsstrom regelmäßig Lücken entstehen, die es den Passanten ermöglichen, den Oeder Weg zu queren.
An vereinzelten Standorten verfügt der Oeder Weg für ausgewiesenen Lieferzonen für Wirtschaftsverkehr. Benachbarte Straßen sind teilweise verkehrsberuhigt, wodurch es zu einem Aufwuchs der Radverkehrs kommt.
In den südlichen 240 Metern zwischen dem Eschenheimer Tor und der Jahnstraße/Querstraße ist der Oeder Weg Einbahnstraße stadtauswärts sowie einer entgegengesetzten Fahrradspur. Von Norden kommender Verkehr wird durch die Querstraße zur Eschersheimer Landstraße geleitet.
Durch den Oeder Weg führen die Buslinie 36 und am Wochenende die Nachtbuslinie n3.

## Bedeutung und Bebauung

### Südlicher Abschnitt
Der südliche Beginn des Oeder Wegs wird vom ehemaligen Volksbildungsheim dominiert, in dem sich seit 2000 das Multiplex-Kino Cinestar-Metropolis befindet. Im weiteren Verlauf bis in Höhe des Adlerflychtplatzes ist der Oeder Weg eine bedeutende Geschäftsstraße im Nordend. Einzelhandels- und Fachgeschäfte aller Branchen, Handwerksbetriebe, Dienstleister und Gaststätten bestimmen das Bild der Erdgeschosse der Bauten. Im Oeder Weg 37 hat die Turnabteilung von Eintracht Frankfurt ihren traditionellen Sitz.
Die Bebauung wechselt in diesem Abschnitt der Straße zwischen Altbauten der Gründerzeit, die den Zweiten Weltkrieg überstanden haben, Wohn- und Geschäftsbauten der Nachkriegszeit und einigen nach 1980 errichteten modernen Mehrzweckbauten.

### Nördlicher Abschnitt

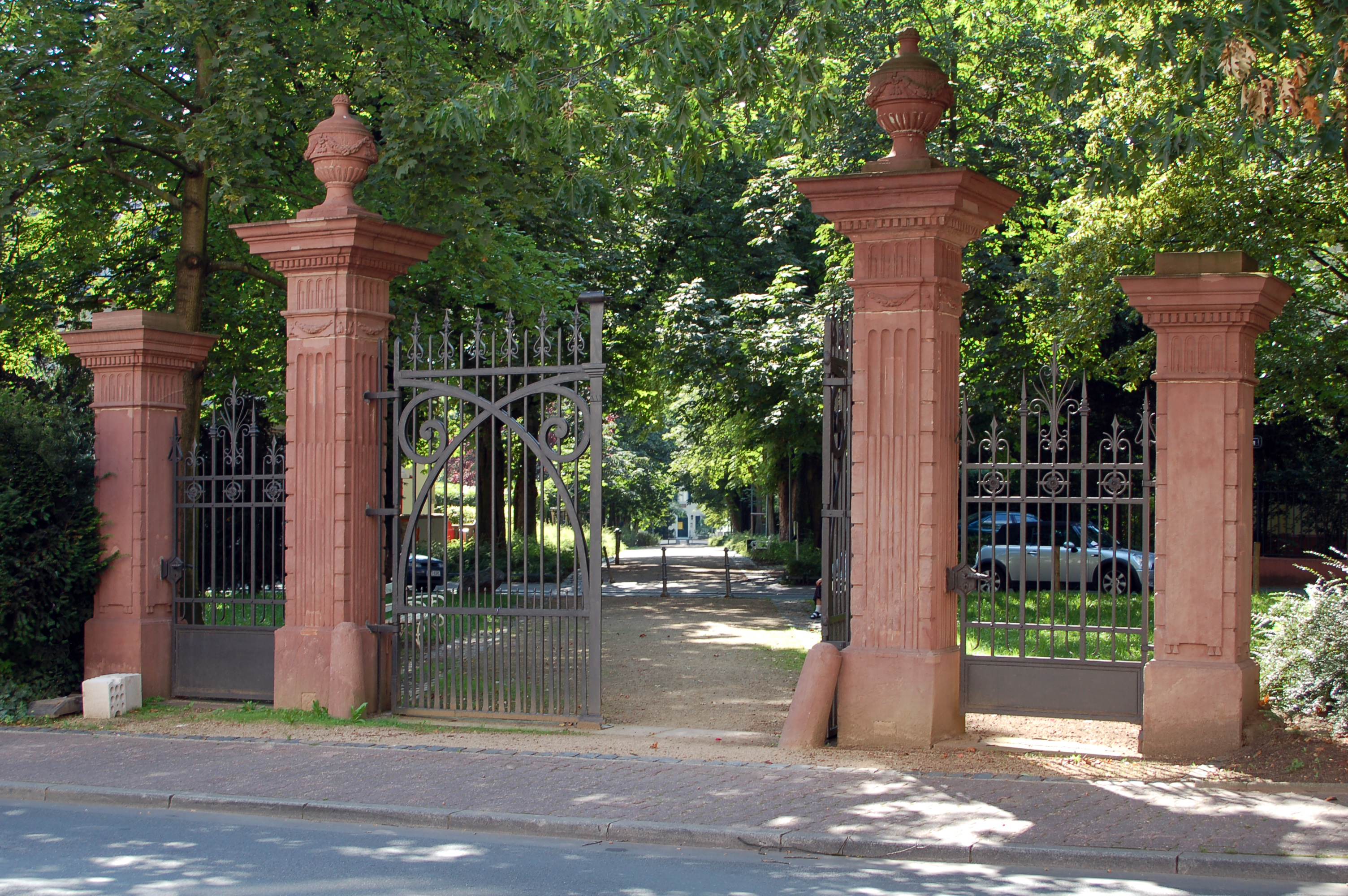
Holzhausentor

Nördlich des Adlerflychtplatzes ändert sich das Bild des Oeder Wegs: Es finden sich nur noch großbürgerliche Wohnbauten und einige Villen der Gründerzeit, Geschäfte gibt es keine mehr. Am Paul-Hindemith-Platz befindet sich das ehemalige Eingangstor des Holzhausenparks.
Nördlich der Holzhausenstraße steht auf der Ostseite des Oeder Wegs der auffällige Bau der evangelischen Epiphaniaskirche. 1901 aus Kalkstein im Stil der Neugotik als Immanuelkirche errichtet, wurde sie im Zweiten Weltkrieg durch Bomben schwer beschädigt. In die verbliebene Ruine mit dem weitgehend erhaltenen Turm wurde 1956 ein Neubau im Stil der damaligen Zeit gesetzt. Zum 50. Jubiläum des Wiederaufbaus, 2006, wurde die Kirche umfassend renoviert.

## Bildergalerie

Impressionen vom Oeder Weg
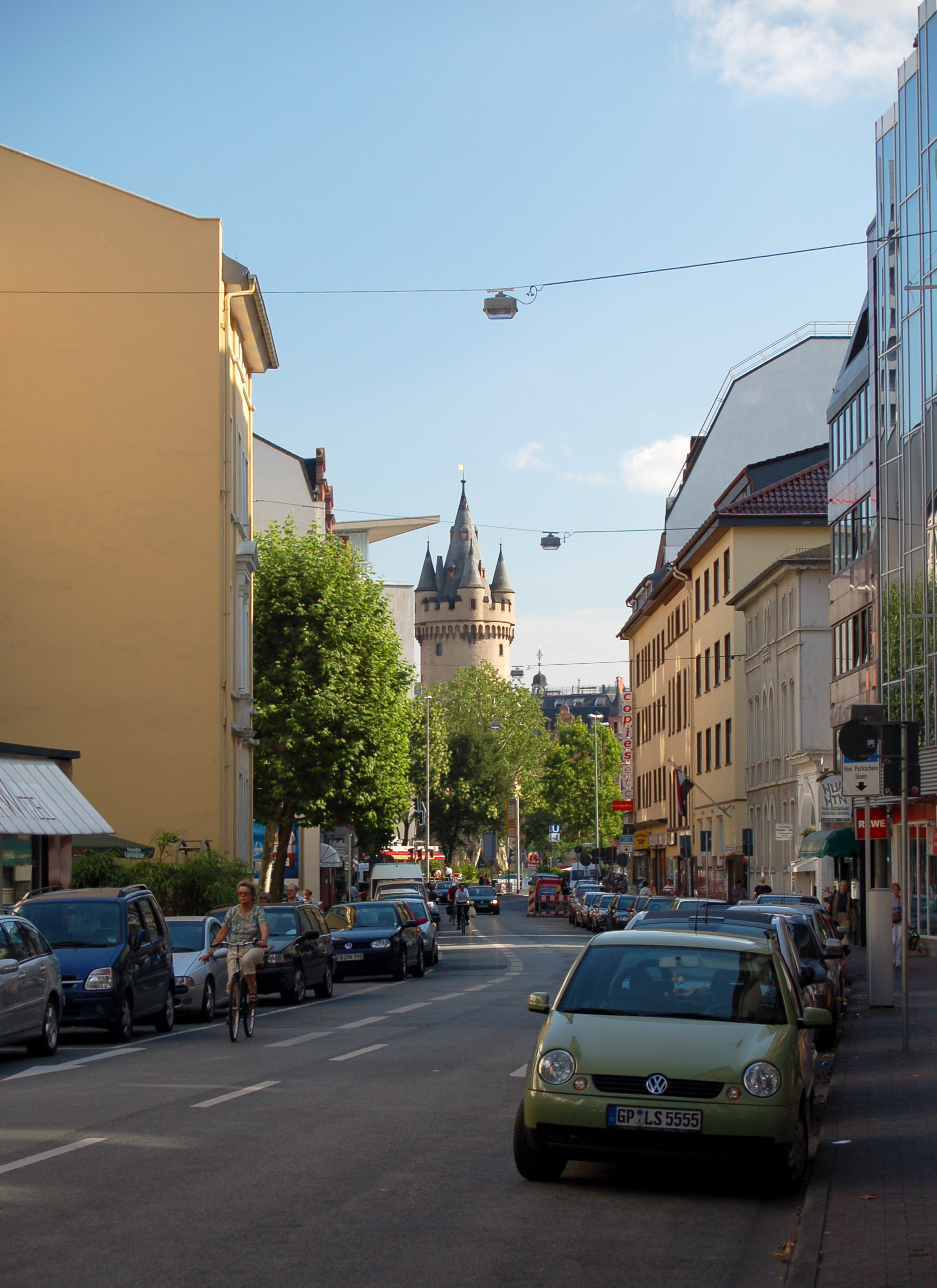
Blick von der Querstraße zum Eschenheimer Tor
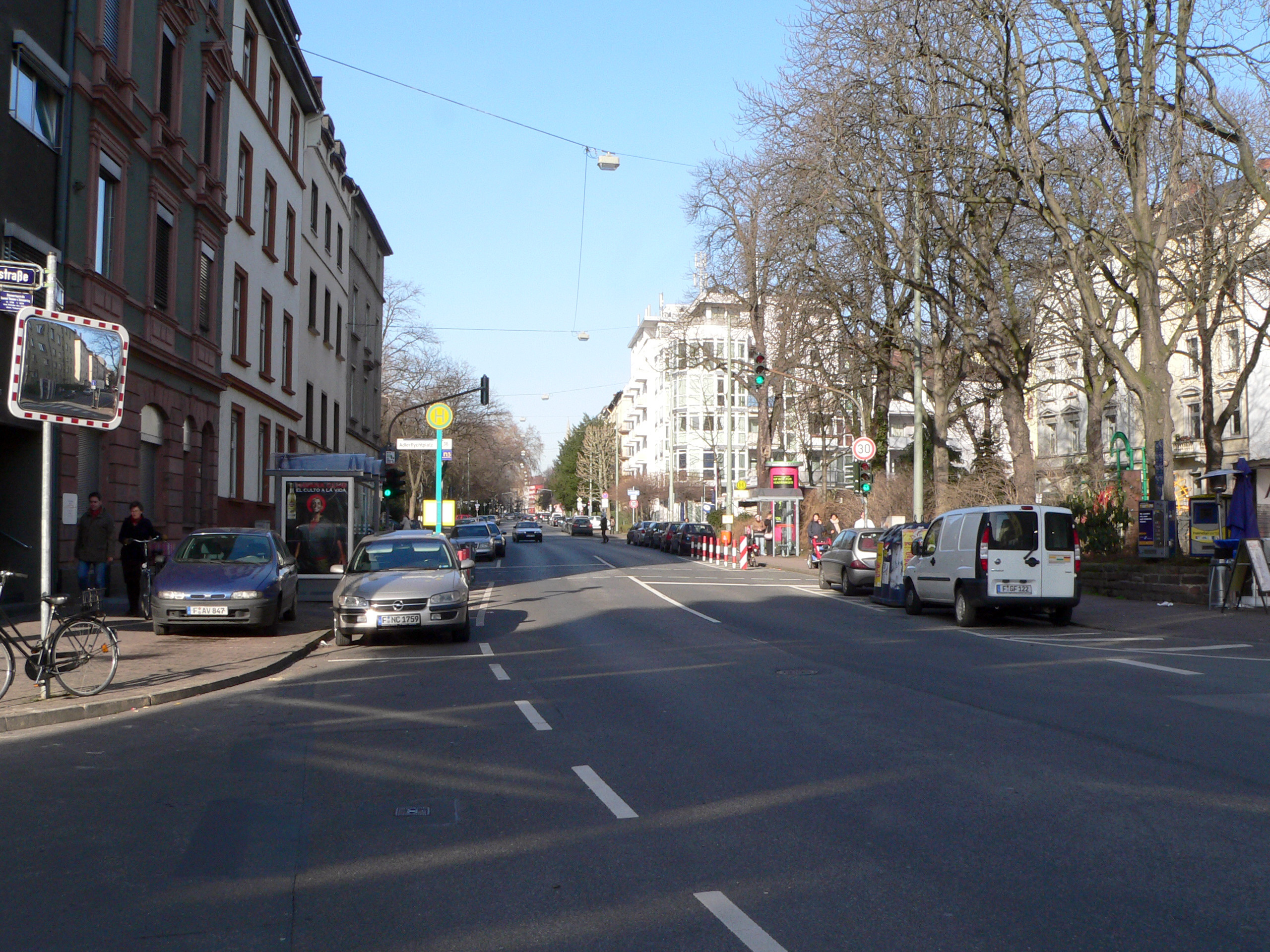
Adlerflychtplatz
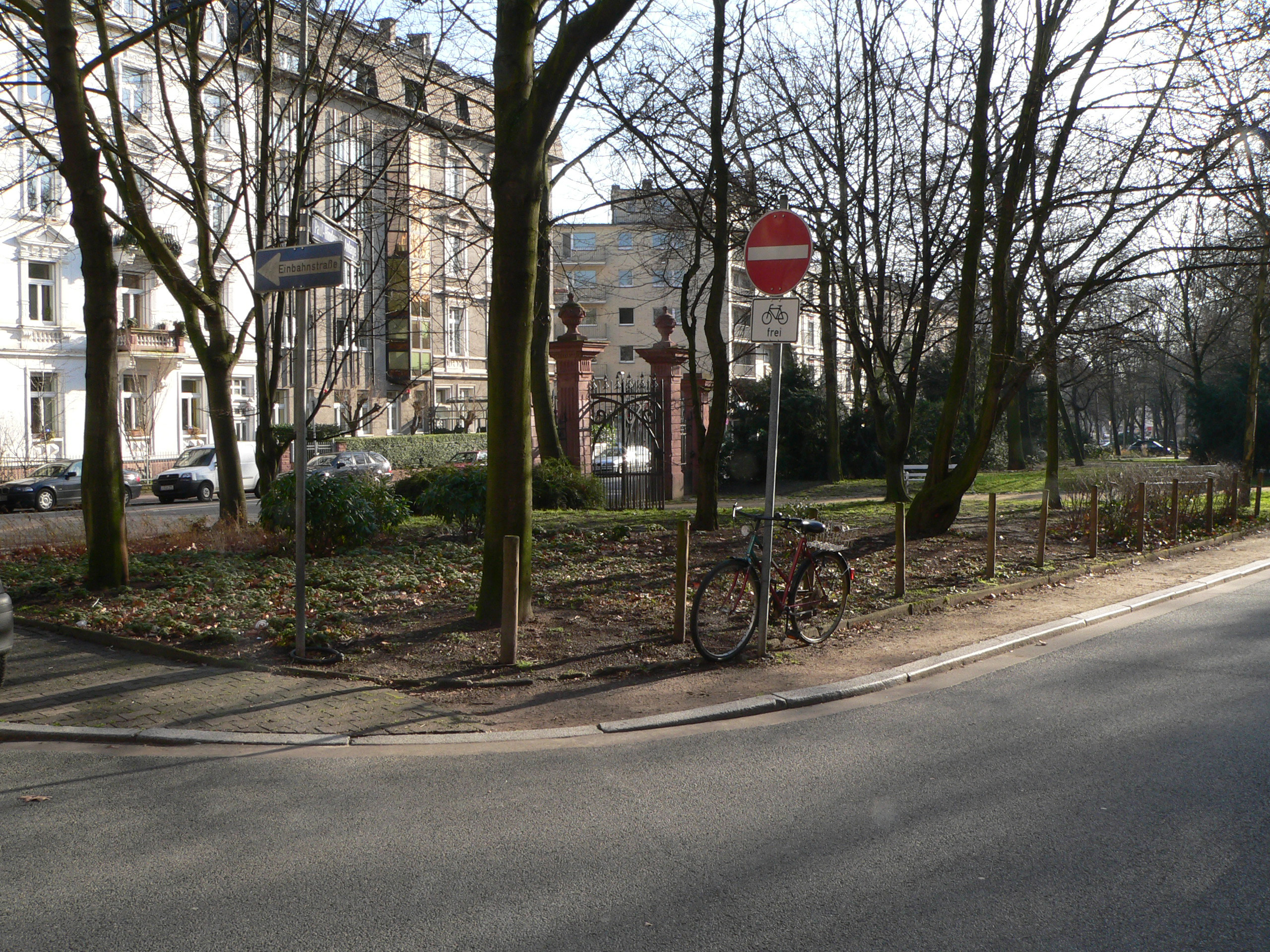
Paul-Hindemith-Platz und Holzhausentor
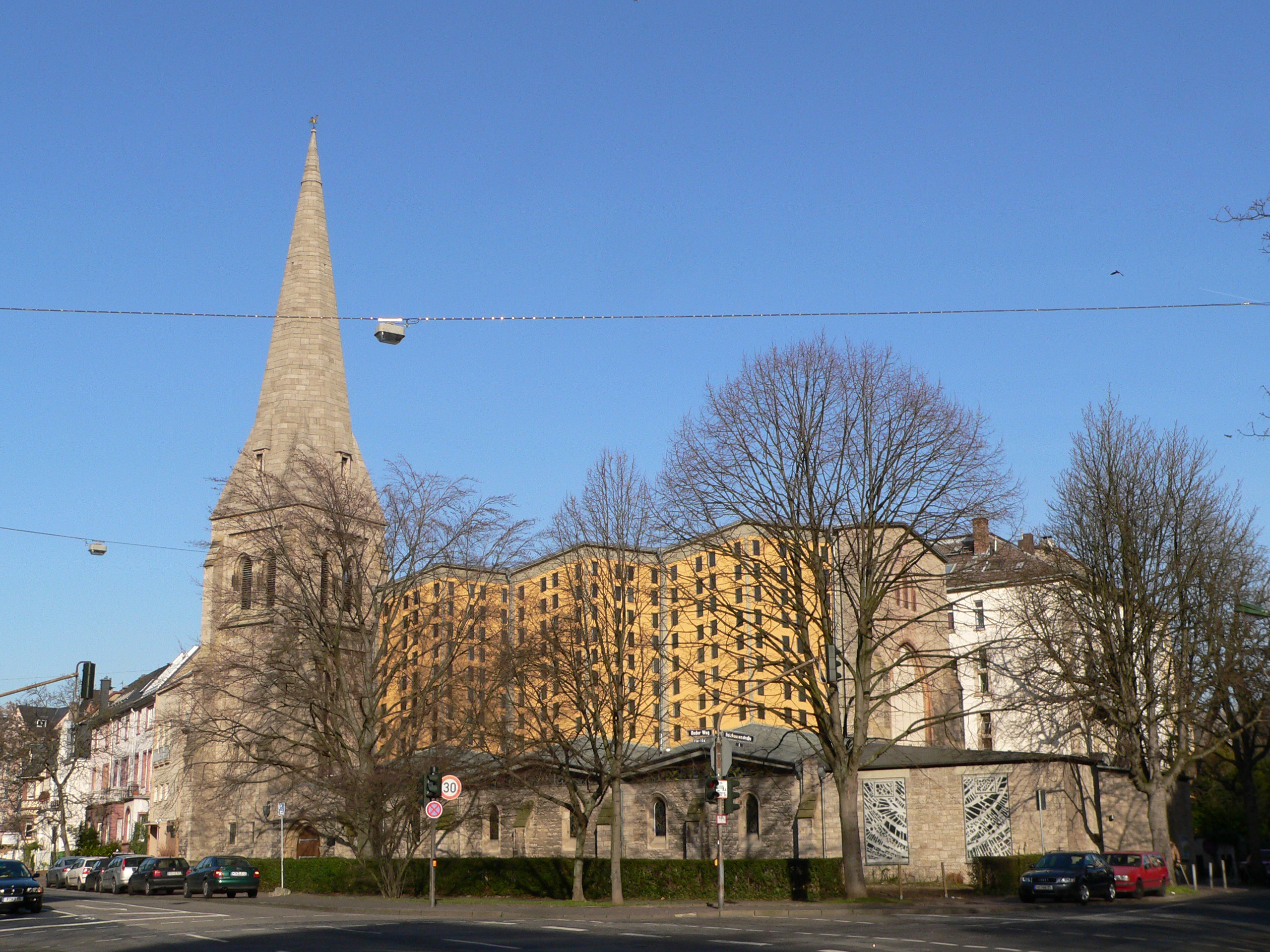
Epiphaniaskirche

## Historisches

### Die Chemische Fabrik Lucius & Saul

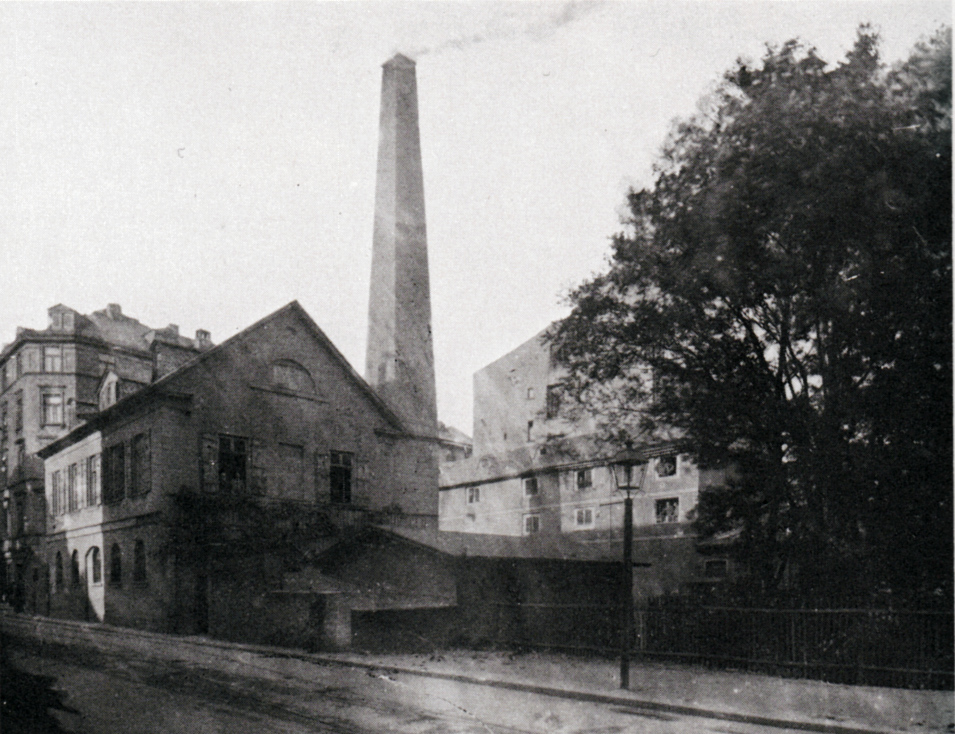
Chemische Werke Lucius & Saul um 1885

Im Oeder Weg 9 lag im 19. Jahrhundert eines der ersten Industriegebiete Frankfurts. Davon ist allerdings heute keine Spur mehr zu erkennen. Am 23. Juni 1836 nahm hier der Unternehmer Friedrich Wippermann die erste Dampfmaschine der Freien Stadt Frankfurt für seine seit 1825 dort bestehende Farbmüllerei in Betrieb. Die Dampfmaschine stammte von der Firma S. Dobbs und Franz Nellessen in Aachen. „Der Kessel hatte zylindrische Form und war aus gewalzten Eisenplatten genietet, seine lichte Weite betrug 2 Fuß, 5 Zoll, 9 Linien, seine Länge in den Seiten 16 Fuß, 3 Linien und im Mittel 16 Fuß, 8 Zoll, 9 Linien und hielt einen Probedruck von 139 8/10 Pfund auf den Quadratzoll aus.“
1858 verkaufte er seine Pulverisieranstalt F. Wippermann an den Chemiker Eugen Lucius und den Techniker Johann Friedrich Saul, die das Unternehmen in Chemische Fabrik Lucius & Saul umfirmierten. Am 13. August 1858 erhielten Lucius und Saul die Erlaubnis, in der Fabrik „die seither schon in derselben gefertigten Fabrikate, sowie überhaupt chemische und technische Produkte und Präparate, Farben, pharmazeutische Hölzer, Salze pp“ herzustellen und zu vertreiben. Lucius gehörte 1863 zu den Mitbegründern der Farbwerke Meister Lucius und Brüning in Höchst, behielt aber weiterhin seine Frankfurter Fabrik.
1864 schied Saul aus der gemeinsamen Firma im Oederweg aus, die fortan unter Fabrik pharmazeutischer und chemischer Präparate, Fabrik von Cacaomassen und Chocoladen, Dampfmühle und Pulverisier-Anstalt E. Lucius firmierte. Neuer Teilhaber wurde 1866 Paul Friedrich Schumacher aus Stuttgart. 1874 verkaufte Lucius die Fabrik an den Unternehmer F. A. Büdingen.

### Ehemalige Straßenbahn
1891 nahm die Frankfurter Trambahn-Gesellschaft eine Pferdebahn im Oeder Weg in Betrieb. Die Linie führte vom Hauptbahnhof zum Hauptfriedhof. Sie wurde 1899 von der Städtischen Straßenbahn übernommen und 1900 elektrifiziert. 1964 wurde die Strecke mit Beginn des U-Bahn-Baus am Eschenheimer Tor stillgelegt.

### Nachkriegszeit
Von April 1945 bis Juni 1948 bildete die linke Straßenseite zwischen Wolfsgangstraße und Adickesallee die Grenze eines Sperrgebiets, das die amerikanische Besatzungsmacht um ihr Hauptquartier im I.G.-Farben-Haus eingerichtet und mit Stacheldraht eingezäunt hatte. Alle Bewohner dieses Gebiets hatten ihre Wohnungen mit dem gesamten Inventar sofort verlassen müssen und durften erst nach der Aufhebung des Sperrgebiets zurückkehren.